# NJPW Sakura Genesis
NJPW Sakura Genesis es un evento anual de pago por visión producido por la empresa de lucha libre profesional New Japan Pro-Wrestling (NJPW). Celebrado anualmente en el Ryōgoku Kokugikan de Tokio, el evento ha sido apodado "Spring Showdown at Ryōgoku" (春の両国決戦 Haru no Ryōgoku Kessen, en japonés; La Confrontación de Primavera en Ryōgoku, en español).
El evento fue incorporado originalmente a la programación de PPVs de NJPW en el año 2013, bajo el nombre de Invasion Attack como el evento del mes de abril. Sin embargo, en 2017 el evento fue renombrado como Sakura Genesis con motivo de la sakura, que significa "flor de cerezo" en japonés, y la cual florece a principios de abril. El evento no se llevó a cabo el año 2019, en su lugar se realizó el evento G1 Supercard. El evento estaba originalmente programado para el 31 de marzo de 2020, pero fue cancelado debido a la pandemia de COVID-19.

## Fechas y lugares
| Evento              | Fecha              | Lugar        | Estadio                            | Asistencia | Evento principal                      |       |
| ------------------- | ------------------ | ------------ | ---------------------------------- | ---------- | ------------------------------------- | ----- |
| Sakura Genesis 2017 | 9 de abril de 2017 | Tokio, Japón | Ryōgoku Kokugikan                  | 10.231     | Kazuchika Okada vs. Katsuyori Shibata | [ 5 ] |
| Sakura Genesis 2018 | 1 de abril de 2018 | 9.882        | Kazuchika Okada vs. Zack Sabre Jr. | [ 6 ]      |                                       |       |
| Sakura Genesis 2021 | 4 de abril de 2021 | 4.484        | Kota Ibushi vs. Will Ospreay       | [ 7 ]      |                                       |       |
| Sakura Genesis 2023 | 8 de abril de 2023 | 6.510        | Kazuchika Okada vs. Sanada         | [ 8 ]      |                                       |       |
| Sakura Genesis 2024 | 6 de abril de 2024 | 6.632        | Tetsuya Naito vs. Yota Tsuji       | [ 9 ]      |                                       |       |
| Sakura Genesis 2025 | 5 de abril de 2025 | 6.640        | Hirooki Goto vs. David Finlay      | [ 10 ]     |                                       |       |

## Resultados

### 2017
Sakura Genesis 2017 tuvo lugar el 9 de abril de 2017 desde el Ryōgoku Kokugikan en Tokio, Japón.
En paréntesis se indica el tiempo de cada combate:
- Pre-show: David Finlay, Jushin Thunder Liger y Manabu Nakanishi derrotaron a Hirai Kawato, Katsuya Kitamura y Tomoyuki Oka (7:00).
  - Finlay cubrió a Kitamura después de un «Prima Nocta».
- Bullet Club (Chase Owens, Tama Tonga, Tanga Loa & Yujiro Takahashi) (con Pieter) derrotaron a Tiger Mask, Tiger Mask W, Togi Makabe y Yuji Nagata (8:40).
  - Tonga cubrió a Mask W después de un «Gun Stun».
- Chaos (Baretta, Rocky Romero y Yoshi-Hashi) derrotaron a Suzuki-gun (El Desperado, Minoru Suzuki y Taka Michinoku) (6:40)
  - Hashi cubrió a Taka después de un «Karma».
- Suzuki-gun (Taichi y Yoshinobu Kanemaru) (c) (con El Desperado y Miho Abe) derrotaron a Jado & Gedo y retuvieron el Campeonato en Parejas Peso Pesado Junior de la IWGP (10:26).
  - Kanemaru cubrió a Jado después de un «Deep Impact».
  - Durante la lucha, Miho y Desperado intervinieron a favor de Suzuki-gun.
- Bullet Club (Bad Luck Fale y Kenny Omega) derrotaron a Chaos (Tomohiro Ishii y Toru Yano) (10:15)
  - Omega cubrió a Yano después de un «One Winged Angel».
- Taguchi Japan (Hiroshi Tanahashi, Juice Robinson, Ricochet y Ryusuke Taguchi) derrotaron a Los Ingobernables de Japón (Bushi, Evil, Sanada y Tetsuya Naito) (11:30).
  - Robinson cubrió a Naito después de un «Pulp Friction».
- War Machine (Hanson & Raymond Rowe) derrotaron a Tencozy (Hiroyoshi Tenzan y Satoshi Kojima) (c) y ganaron el Campeonato en Parejas de la IWGP (14:06).
  - Hanson cubrió a Rowe después de un «Fallout».
- Hirooki Goto (c) derrotó a Zack Sabre Jr. y retuvo el Campeonato de Peso Abierto NEVER (16:16)
  - Goto cubrió a Zabre después de un «GTR».
- Hiromu Takahashi (c) derrotó a KUSHIDA y retuvo el Campeonato Peso Pesado Junior de la IWGP (1:56)
  - Hiromu cubrió a KUSHIDA después de un «Time Bomb».
  - Después de la lucha, Hiromu continuó atacando a Kushida, pero Ricochet salió a detenerlo.
- Kazuchika Okada (c) derrotó a Katsuyori Shibata y retuvo el Campeonato Peso Pesado de la IWGP (38:09).
  - Okada cubrió a Shibata después de un «Rainmaker».
  - Después de la lucha, Bad Luck Fale atacó a Okada, luego de la celebración.
  - Durante de la lucha, Shibata le aplicó un headbutt a Okada, ocasionando que después de la lucha, sufriese un hematoma subdural.

### 2018
Sakura Genesis 2018 tuvo lugar el 1 de abril de 2018 desde el Ryōgoku Kokugikan en Tokio, Japón.
En paréntesis se indica el tiempo de cada combate:
- The Young Bucks (Matt Jackson & Nick Jackson) derrotaron a Bullet Club (Chase Owens & Yujiro Takahashi) (9:23).
  - Matt forzó a Owens a rendirse con un «Sharpshooter».
  - Después de la lucha, ambos equipos se dieron la mano en señal de respeto.
- CHAOS (Toru Yano y Tomohiro Ishii) derrotaron a Suzuki-gun (Taichi y Takashi Iizuka) (7:42).
  - Ishii cubrió a Taichi después de un «Urakasumi».
- Bullet Club (Bad Luck Fale, Tama Tonga y Tanga Loa) (c) derrotaron a Taguchi Japan (Ryusuke Taguchi, Michael Elgin y Togi Makabe) y retuvieron el Campeonato en Parejas de Peso Abierto 6-Man NEVER (11:20).
  - Tonga cubrió a Taguchi después de un «Gun Stun».
- Taguchi Japan (Hiroshi Tanahashi, Juice Robinson y David Finlay) derrotaron a CHAOS (Hirooki Goto, Jay White y YOSHI-HASHI) (9:18).
  - Tanahashi cubrió a Hashi después de un «High Fly Flow».
- Suzuki-gun (Minoru Suzuki, Davey Boy Smith Jr. & Lance Archer) derrotaron a Los Ingobernables de Japón (Tetsuya Naito, Sanada & Evil) (11:27).
  - Archer cubrió a EVIL después de un «Killer Bomb».
- Suzuki-gun (El Desperado & Yoshinobu Kanemaru) (c) derrotaron a Roppongi 3K (Sho & Yoh) y Los Ingobernables de Japón (Hiromu Takahashi & Bushi) en un Triple Threat Match y retuvieron el Campeonato en Parejas Peso Pesado Junior de la IWGP (12:45).
  - El Desperado cubrió a Sho después de un «Pinche Loco».
- Will Ospreay (c) derrotó a Marty Scurll y retuvo el Campeonato Peso Pesado Junior de la IWGP (30:44).
  - Ospreay cubrió a Scurll después de un «OsCutter».
- Bullet Club (Cody & Hangman Page) derrotaron a Golden☆Lovers (Kota Ibushi & Kenny Omega) (23:52).
  - Cody cubrió a Ibushi después de un «Schoolboy».
  - Después de la lucha, Cody y Page continuaron atacando a Ibushi, pero Omega los detuvo.
- Kazuchika Okada (con Gedo) (c) derrotó a Zack Sabre Jr. y retuvo el Campeonato Peso Pesado de la IWGP (34:58).
  - Okada cubrió a Sabre después de un «Rainmaker».

### 2021
Sakura Genesis 2021 tuvo lugar el 4 de abril de 2021 desde el Ryōgoku Kokugikan en Tokio, Japón.
En paréntesis se indica el tiempo de cada combate:
- Suzuki-gun (DOUKI, Zack Sabre Jr. & Taichi) derrotaron a Bullet Club (Jado, Tanga Loa & Tama Tonga) (10:10).
  - Sabre cubrió a Loa con un «European Clutch».
- CHAOS (YOSHI-HASHI, Tomohiro Ishii, Hirooki Goto, Toru Yano & Kazuchika Okada) derrotaron a Bullet Club (Dick Togo, Taiji Ishimori, Yujiro Takahashi, KENTA & EVIL) (11:37).
  - Yano cubrió a Togo después de un «Urakasumi».
- United Empire (Jeff Cobb, Great-O-Khan & Aaron Henare) derrotaron a Los Ingobernables de Japón (Shingo Takagi, SANADA & Tetsuya Naito) (9:51).
  - Henare cubrió a SANADA después de un «Street of Rage».
  - Después de la lucha, United Empire atacó a Los Ingobernables de Japón.
- Hiroshi Tanahashi y Satoshi Kojima derrotaron a Bullet Club (Bad Luck Fale & Jay White) (con Gedo) (10:05).
  - Tanahashi cubrió a Fale después de un «High Fly Flow»
  - Después de la lucha, Tanahashi forzó a White a rendirse y aceptó el reto por el Campeonato de Peso Abierto de NEVER.
- Roppongi 3K (SHO & YOH) derrotaron a Suzuki-gun (El Desperado & Yoshinobu Kanemaru) y ganaron el Campeonato en Parejas Peso Pesado Junior de la IWGP (20:48).
  - YOH cubrió a Kanemaru después de un «Direct Drive».
- Will Ospreay derrotó a Kota Ibushi  y ganó el Campeonato Mundial Peso Pesado de la IWGP (30:13).
  - Ospreay cubrió a Ibushi después de un «Stormbreaker».
  - Después de la lucha, Shingo Takagi y Kazuchika Okada retaron a Ospreay a una lucha por el campeonato.

### 2023
Sakura Genesis 2023 tuvo lugar el 8 de abril de 2023 desde el Ryōgoku Kokugikan en Tokio, Japón.
En paréntesis se indica el tiempo de cada combate:
- Great-O-Khan, Toru Yano & Minoru Suzuki derrotaron a YOH, El Desperado & Hiroshi Tanahashi (13:10). 
  - Yano cubrió a Tanahashi después de un «Low Blow» con un «Roll Up».
  - Durante la lucha, O-Khan y Suzuki se confrontaron y abandonaron a Yano. Mientras que, YOH atacó a Desperado dejando solo a Tanahashi.
- United Empire (Francesco Akira, Aaron Henare & Jeff Cobb) derrotaron a House of Torture (SHO, Yujiro Takahashi & EVIL) (con Dick Togo) (8:01).
  - Cobb cubrió a SHO después de un «Tour of Islands».
  - Durante la lucha, Togo interfirío a favor de House of Torture, pero fue atacado por Cobb.
  - Después de la lucha, Akira aceptó el reto de KUSHIDA & Kevin Knight por el Campeonato en Parejas Peso Pesado Junior de la IWGP.
- Just 5 Guys (DOUKI, Yoshinobu Kanemaru & Taichi) (con Taka Michinoku) derrotaron a Los Ingobernables de Japón (BUSHI, Shingo Takagi & Tetsuya Naito) (9:20).
  - Kanemaru forzó a BUSHI a rendirse con un «Figure Four-Loch».
  - Después de la lucha, Kanemaru atacó a Naito.
- Bullet Club (El Phantasmo, KENTA & David Finlay) (con Gedo) derrotaron a Guerrillas of Destiny (Hikuleo & Tama Tonga) y Master Wato (con Jado) (8:46).
  - El Phantasmo cubrió a Wato después de un «CR2».
  - Después de la lucha, Finlay, KENTA & Taiji Ishimori atacaron a Phantasmo, expulsandolo de Bullet Club.
- Mercedes Moné derrotó a AZM y Hazuki y retuvo el Campeonato Femenino de la IWGP (13:53). 
  - Moné cubrió a AZM después de un «Money Maker» sobre el cuerpo de Hazuki.
  - Después de la lucha, Mayu Iwatani apareció y reto a Moné a una lucha. Moné aceptó la lucha y abofeteo a Iwatani.
- Zack Sabre Jr. (con Kosei Fujita) derrotó a Shota Umino y retuvo el Campeonato Televisivo de NJPW World (13:35).
  - Zabre Jr. cubrió a Umino con un «Roll Up».
- Aussie Open (Kyle Fletcher & Mark Davis) (con Great-O-Khan, Francesco Akira, Aaron Henare & Jeff Cobb) derrotaron a Bishamon (Hirooki Goto & Yoshi-Hashi) y ganaron el Campeonato en Parejas de la IWGP (15:30). 
  - Fletcher cubrió a Goto después de un «Coriolis».
- Hiromu Takahashi derrotó a Robbie Eagles (con Kosei Fujita) y retuvo el Campeonato Peso Pesado Junior de la IWGP (21:12). 
  - Takahashi cubrió a Eagles después de un «Timebomb II».
- Sanada (con DOUKI, Taka Michinoku, Yoshinobu Kanemaru & Taichi) derrotó a Kazuchika Okada y ganó el Campeonato Mundial Peso Pesado de la IWGP (26:58).
  - Sanada cubrió a Okada después de un «Deadfall».
  - Después de la lucha, Hiromu Takahashi apareció para retar a Sanada, pero fue confrontado por Kanemaru.

### 2024
Sakura Genesis 2024 tuvo lugar el 6 de abril de 2024 desde el Ryōgoku Kokugikan en Tokio, Japón.
En paréntesis se indica el tiempo de cada combate:
- Kickoff: Boltin Oleg, Toru Yano y Tomohiro Ishii derrotaron a Chicharito Shoki, Takuro Niki y Ayato Yoshida (8:33).
  - Oleg cubrió a Shoki después de un «Kamikaze».
- TMDK (Kosei Fujita & Zack Sabre Jr.) derrotaron a Ryusuke Taguchi y El Desperado (9:32).
  - Fujita cubrió a Taguchi después de un «O’Connor Bridge».
- Los Ingobernables de Japón (BUSHI & Hiromu Takahashi) derrotaron a Bullet Club War Dogs (Gedo & David Finlay) (5:39).
  - BUSHI forzó a Gedo a rendirse con un «Fable».
- Just 5 Guys (DOUKI, Yuya Uemura & SANADA) derrotaron a United Empire (Callum Newman, Great-O-Khan & Jeff Cobb) (8:54).
  - Uemura cubrió a O-Khan después de un «Storm Clutch».
- Bullet Club War Dogs (Clark Connors & Drilla Moloney) derrotaron a Intergalactic Jet Setters (Kevin Knight & KUSHIDA) y Catch 2/2 (Francesco Akira & TJP) y retuvieron el Campeonato en Parejas Peso Pesado Junior de la IWGP (17:29).
  - Connors cubrió a KUSHIDA después de un «Full Clip».
- Bishamon (Hirooki Goto & Yoshi-Hashi) derrotaron a Bullet Club (Chase Owens & KENTA) y ganaron el Campeonato en Parejas de la IWGP (13:51).
  - Goto cubrió a Owens después de un «Shoto».
- SHO derrotó a YOH y retuvo el Campeonato Peso Pesado Junior de la IWGP (1:36).
  - El árbitro declaró a SHO como el ganador luego de que YOH sufriera una lesión en el hombro.
- Shota Umino y Jon Moxley derrotaron a House of Torture (Jack Perry & Ren Narita) (14:32).
  - Moxley cubrió a Narita después de un «Death Rider».
- Shingo Takagi derrotó a EVIL (con Dick Togo) y ganó el Campeonato de Peso Abierto NEVER (21:14).
  - Takagi cubrió a EVIL después de un «Last of the Dragon».
- Tetsuya Naito derrotó a Yota Tsuji y retuvo el Campeonato Mundial Peso Pesado de la IWGP (34:26).
  - Naito cubrió a Tsuji después de un «Destino».

### 2025
Sakura Genesis 2025 tuvo lugar el 5 de abril de 2025 desde el Ryōgoku Kokugikan en Tokio, Japón.
- Kickoff: Katsuya Murashima derrotó a Daiki Nagai (8:13).
  - Murashima forzó a Nagai a rendirse con un «Boston Crab».
- Yuya Uemura derrotó a SANADA (10:26).
  - Uemura forzó a SANADA a rendirse con un «Daiyaru Gatame».
- Great-O-Khan derrotó a El Phantasmo y ganó el Campeonato Televisivo de NJPW World (11:09).
  - O-Khan ganó la lucha después que El Phantasmo no llegara al ring luego del conteo de 20.
- Shota Umino derrotó a Hiroshi Tanahashi (12:47).
  - Umino cubrió a Tanahashi después de un «The Second Chapter».
- House of Torture (Ren Narita, SHO & Yujiro Takahashi) derrotaron a Bullet Club War Dogs (Taiji Ishimori, Drilla Moloney & Gabe Kidd) y retuvieron el Campeonato en Parejas de Peso Abierto 6-Man NEVER (7:30).
  - Narita cubrió a Moloney después de un «Bloody Body».
  - Durante la lucha, SANADA interfirió a favor de House of Torture, mientras que Clark Connors lo hizo a favor de War Dogs.
- Konosuke Takeshita derrotó a Ryohei Oiwa y retuvo el Campeonato de Peso Abierto NEVER (12:54).
  - Takeshita cubrió a Oiwa después de un «Raging Fire».
- United Empire (Callum Newman & Jeff Cobb) derrotaron a Los Ingobernables de Japón (Hiromu Takahashi & Tetsuya Naito) y ganaron el Campeonato en Parejas de la IWGP (10:45).
  - Newman cubrió a Naito después de un «Vertical Suplex».
- Yota Tsuji derrotó a EVIL (con Dick Togo) y retuvo el Campeonato Global Peso Pesado de la IWGP (21:24).
  - Tsuji cubrió a EVIL después de un «Gene Blaster».
  - Durante la lucha, Togo interfirió a favor de EVIL.
- Hirooki Goto derrotó a David Finlay (con Gedo) y retuvo el Campeonato Mundial Peso Pesado de la IWGP (24:21).
  - Goto cubrió a Finlay después de un «GTR».